# Ioánnis Mitrópoulos
Ioánnis Mitrópoulos (en grec moderne : Ιωάννης Μητρόπουλος), né en 1874, a été un gymnaste grec, qui a remporté une médaille d'or aux anneaux lors des Jeux olympiques d'été de 1896 à Athènes.
Mitrópoulos participe aux concours individuel et par équipe des barres parallèles, et au concours individuel des anneaux. Aux anneaux, il remporte la première médaille d'or d'un gymnaste grec aux Jeux olympiques modernes. Il a moins de réussite au concours individuel des barres parallèles, son classement n'est pas connu.
Avec l'Ethnikos Gymnastikos Syllogos (Dimítrios Loúndras, Fílippos Karvelás et Ioánnis Chrysáfis), il remporte le bronze à l'épreuve par équipes de barres parallèles. L'équipe termine troisième et dernière, seules trois équipes sont engagées.

## Palmarès

### Jeux olympiques
- Athènes 1896
  -  Médaille d'or aux anneaux
  -  Médaille de bronze aux barres parallèles par équipes